# 이하르 마카라우
이하르 빅타라비치 마카라우(벨라루스어: І́гар Ві́ктаравіч Мака́раў, 러시아어: И́горь Ви́кторович Мака́ров 이고리 빅토로비치 마카로프[*], 1979년 7월 20일~)는 벨라루스의 유도 선수, 지도자이다. 2004년 하계 올림픽 남자 하프헤비급 종목에서 금메달을 획득하여 벨라루스의 유도 선수로는 최초로 올림픽 금메달을 획득했다.

## 경력
1979년 러시아 SFSR 트베리주의 킴리에서 태어났다. 물리학자였던 아버지가 벨로루시 SSR 호멜의 세이스모테흐니카 공장의 연구원이 되면서 1987년에 가족들과 함께 벨라루스로 이주했다.
어린 시절부터 형과 함께 유도를 수련했으며 1997년에 벨라루스 청소년 대표와 성인 대표로 발탁되었다. 같은 해에 류블랴나에서 열린 유럽 주니어 선수권 대회에서 준우승을 차지했다.
이듬해인 1998년에 처음 벨라루스 국가대표로 발탁되었으며 그 해 6월 이탈리아 사사리에서 열린 구이도 시에니 대회에 출전하여 쿠바의 요스바니 케셀을 꺾고 우승을 차지했다. 같은 해 11월에는 부쿠레슈티에서 열린 유럽 주니어 선수권 대회에서 우승을 차지했다.
2003년 일본 오사카에서 열린 2003년 세계 선수권 대회에서 캐나다의 니컬러스 길을 꺾고 동메달을 획득했으며 2004년 그리스 아테네에서 열린 2004년 하계 올림픽 100kg 이하급에서 대한민국의 장성호를 꺾고 벨라루스 유도 선수로는 최초로 올림픽에서 금메달을 획득했다. 
2012년 런던에서 열린 2012년 하계 올림픽에서는 체급을 올려 100kg 이상급에 출전했다. 8강전에서 대한민국의 김성민에게 패하여, 패자부활전과 동메달 결정전에서 경기를 하여 5위를 차지하였다.
2013년 7월 진델핑겐에서 열린 유러피언컵에서 3위를 한 후 현역에서 은퇴했다. 이후 2014년에 호멜에 유도 학교를 세우고 현재 유도 지도자로 활동하고 있다.